# Cimetière boisé d'Halbe
Le cimetière boisé d'Halbe est un cimetière militaire en Allemagne, dans le land de Brandebourg et la commune de Halbe où sont inhumés des soldats tombés à la bataille d'Halbe, des volontaires soviétiques ayant servi dans l’armée Vlassov, des travailleurs forcés russes, des soldats déserteurs allemands exécutés à Berlin-Tegel, les prisonniers du camp d'internement de Ketschendorf civils ou militaires exhumés et réinhumés à Halbe, et des victimes civiles collatérales de la guerre. C'est l’un des plus grands cimetières militaires d’Allemagne moins par regroupement de plusieurs cimetières que par réinhumation de personnes enterrées dans des fosses communes, des charniers ou des tombes collectives anonymes. Cela fait du cimetière boisé d'Halbe un lieu de mémoire particulier qui fait fi des origines, des confessions religieuses, des convictions politiques, des faits reprochés ou de la cause de la mort. Le caractère œcuménique y est très prononcé, même si une croix y fut érigée a posteriori sans qu’il y ait pour autant une chapelle funéraire associée à un culte particulier. Depuis le 22 juin 2001, l’organisme de tutelle du cimetière militaire d'Halbe est le Volksbund Deutsche Kriegsgräberfürsorge , ce qui est inhabituel en Allemagne puisqu’en général cet organisme associatif a un rôle uniquement de conseil sur le sol allemand, alors  qu’il gère pleinement les cimetières militaires allemands à l’étranger à l’instar du grand cimetière militaire allemand de La Cambe en Normandie. 

## Description générale du cimetière

### Aspect conforme aux cimetières militaires allemands

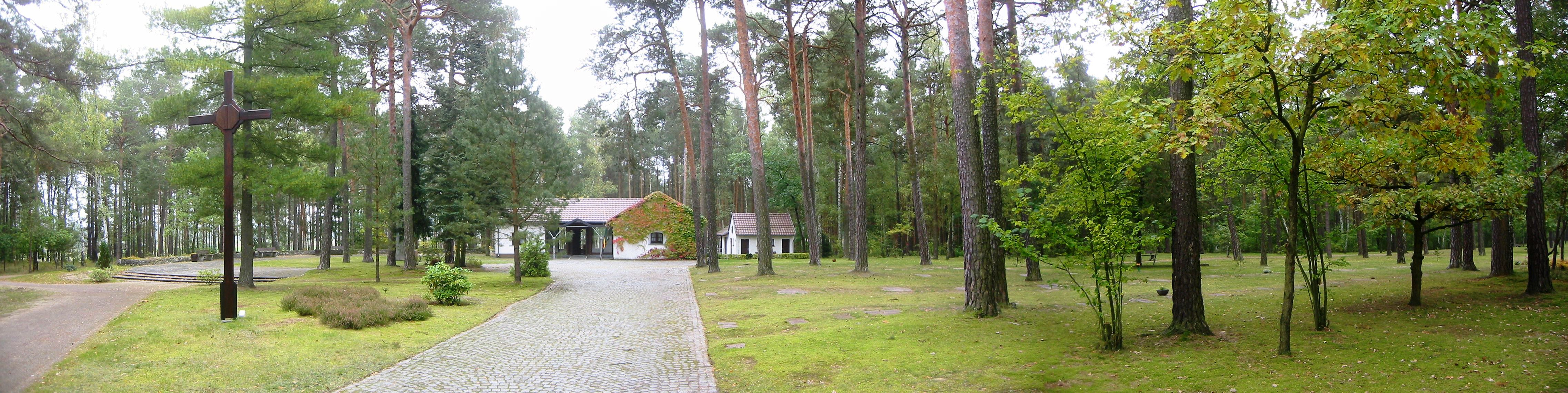
Vue générale du cimetière boisé d'Halbe.

L’aspect actuel des cimetières militaires allemands, que n’importe quel visiteur un peu observateur peut identifier sans grande difficulté par rapport aux cimetières militaires britanniques ou français, remonte à un lent processus qui aboutit à une harmonisation des pratiques, des matériaux utilisés et plus globalement de l’esthétique des lieux. Grâce à l’architecte paysagiste Robert Tischler, l’aménagement des cimetières militaires allemands répond à une démarche quasi normative où certaines caractéristiques sont communes à tous les cimetières . La première reste encore le choix des Allemands de confier l’entretien à un organisme associatif privé à but non lucratif par opposition aux cimetières gérés par l’administration publique. 
Le cimetière militaire d'Halbe correspond très bien à cette esthétique générale qui frappe les visiteurs étrangers notamment. Quand on en a vu un, on les a tous vus en quelque sorte. Bien entendu, il existe néanmoins des aspects propres à chaque cimetière.  Il n’empêche que cette impression de constance et de familiarité finit par rassurer le visiteur : il sait par réflexe qu’il est dans un site à vocation mémorielle.  
Contrairement au cimetière de La Cambe, il n’y a pas de porte monumentale avec patio et salles d’accueil pour accéder au cimetière d'Halbe : l’accès se fait par un simple portail ouvrant sur des allées étroites traversant des vastes pelouses sans fleurs . Les arbres, essentiellement le très emblématique pin sylvestre du Brandebourg, ne sont pas alignés ou plantés de manière géométrique contrairement à d’autres sites où la forêt et la verdure peuvent paraître artificielles car pensées dans leur moindre détail. A Halbe, c’est une vraie forêt identique à celles des alentours avec ce sol recouvert de mousses toutes molles.  Par conséquent, la dénomination de cimetière boisé est véridique et justifiée par rapport à d’autres cimetières où le visiteur se sent davantage dans un parc bien entretenu que dans une forêt naturelle. 

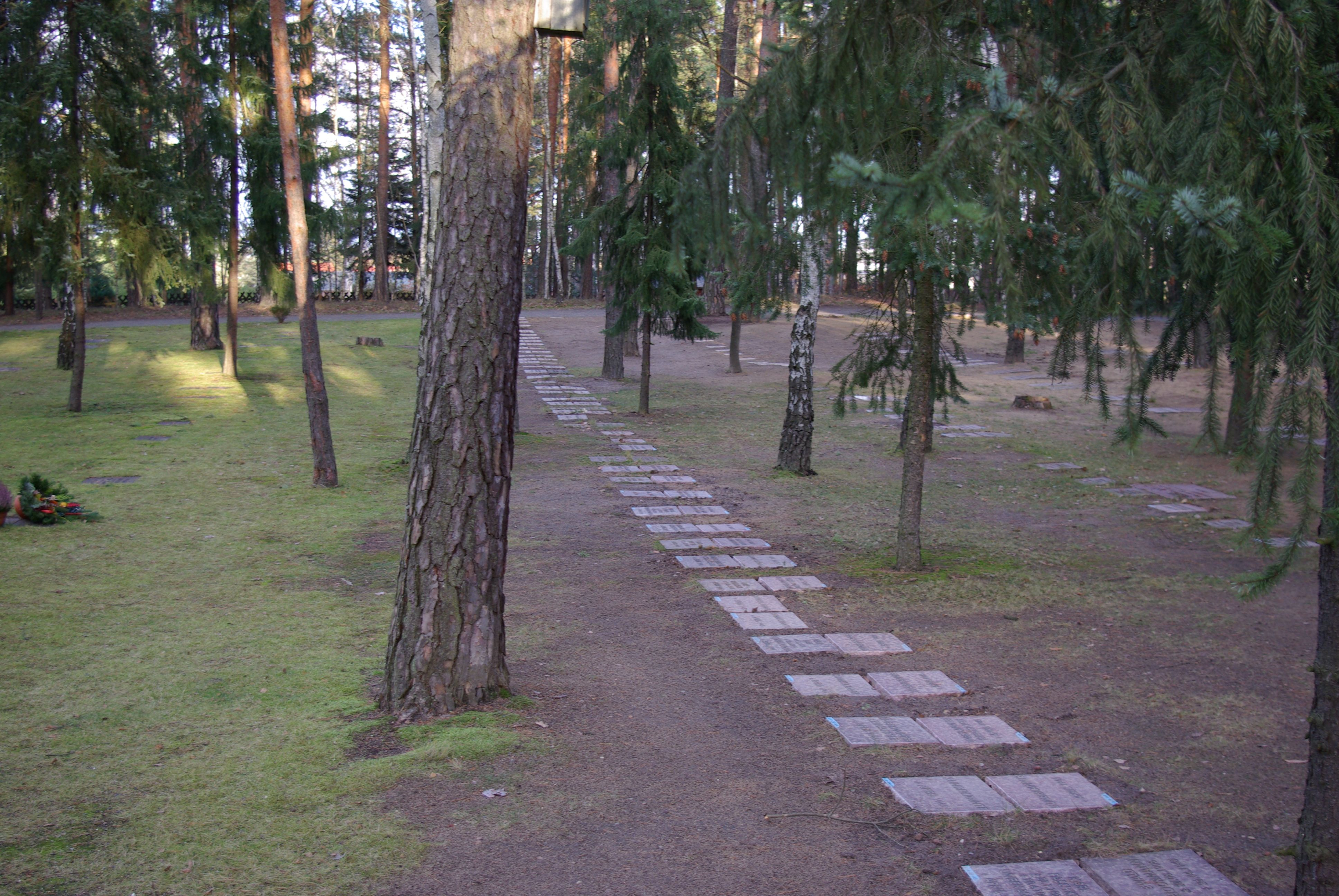
Alignement de plaques tombales à Halbe.

Parmi les normes spécifiques aux cimetières militaires allemands retrouvables à Halbe, il faut relever sans équivoque les petites pierres tombales horizontales à même le sol et les groupes de trois croix en pierre qui sont éparpillés sur toute la surface du cimetière . Les indications gravées sur les pierres carrées sont lapidaires : nom, prénom et la date du décès. Pour les plus grandes plaques, la date de naissance est inscrite pour chaque soldat tandis que la date de décès est forcément commune à tous : avril 1945. Pour une large part, les plaques au sol n’indiquent que la mention : « Cinq soldats inconnus morts au combat » par exemple. L’esprit collectif domine dans un cimetière militaire allemand, il n’y a pas une croix pour chaque tombe et chaque soldat tombé, comme chez les Britanniques ou les Français, mais une grande étendue verte parsemée de petites plaques  qu’on peut même ne pas apercevoir si l’angle de vue n’est pas propice. De cette surface verte jaillissent de ci de là trois croix massives en grès couleur rouge terre. Elles n’indiquent nullement l’emplacement d’une tombe, au contraire elles sont toujours en dehors des rangées de tombes comme des pointillés à vocation décorative. Sans elle, on pourrait facilement oublier qu’on se trouve dans un cimetière. Leur fonction allusive est essentielle, mais en même temps elles se font discrètes pour recentrer l’atmosphère sur la vérité nue des plaques funéraires. 
Tous ces éléments combinés engendrent une atmosphère générale très sobre totalement dédiée au recueillement et à la tristesse. La forêt mixte de chênes et de pins sylvestres projette de l’ombre sur les tombes. Le degré de communauté d’esprit dans la vie comme dans la mort se trouve renforcé par le fait que le cimetière d'Halbe contient de nombreuses tombes collectives. Il est issu de nombreux regroupements, mais rien dans l’aménagement ne laisse apparaître de différences. 
Au fond du cimetière se trouve un bâtiment où le visiteur peut s'informer sur les activités du Volksbund, se recueillir ou bien écouter des intervenants. Il peut également consulter le registre des personnes inhumés dans le cimetière. 
Dans ce petit édifice qui sert également de bâtiment de fonction pour le personnel d'entretien du site, une œuvre de la peintre et sculptrice Yrsa von Leistner est accrochée au mur pour délivrer un message de paix très récurrent chez cette artiste jusqu'à sa mort en 2008.

### Identité propre au cimetière d'Halbe

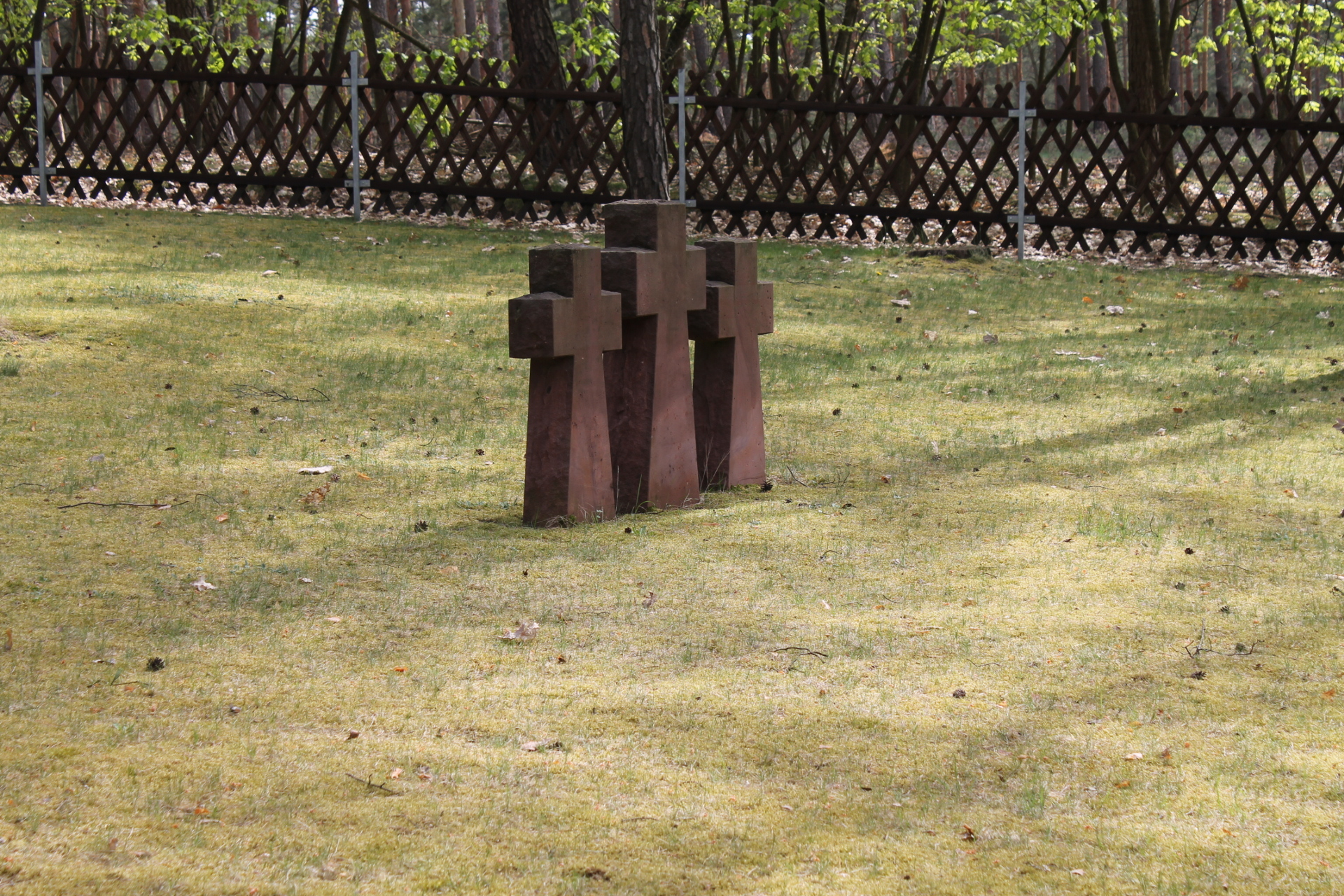
Groupe de 3 croix de pierre au cimetière boisé d'Halbe, point commun à de nombreux cimetières allemands dans le monde.

Le cimetière boisé d'Halbe se divise en douze blocs. Le principe d'axialité et de symétrie qu'on retrouve souvent dans les cimetières militaires allemands, y compris à l'étranger, n'est pas respecté ici. Si l'on excepte le bloc 9 et une partie du 10 et du 11, aucun bloc n'a eu une destination particulière. Les formes et la superficie respective divergent beaucoup entre les blocs. 
Au-delà des points communs qui unissent dans l'esprit et l'esthétique les grands cimetières militaires allemands gérés par le Volksbund Deutsche Kriegsgräberfürsorge dans la deuxième moitié du XXe siècle, le site d'Halbe comporte quelques aspects très spécifiques. Comparé au très grand cimetière militaire de La Cambe en Normandie dont le visiteur trouve des illustrations dans la maison d'information et d'exposition à Halbe, le nombre des personnes qui y trouvent leur dernier repos est encore plus important. L'un et l'autre sont des cimetières de regroupement, mais si le cimetière de La Cambe comparable en taille comprend 21222 soldats tombés sur l'ensemble de la bataille de Normandie, celui d'Halbe approche les 24 000 personnes inhumées provenant d'un secteur beaucoup plus petit, et surtout, il n'héberge pas que des soldats tombés au front mais aussi des civils et des prisonniers, des déserteurs passés par les armes.
Donc on peut penser que les personnes inhumées à Halbe peuvent provoquer une certaine réticence parce qu'elles ne sont pas toutes mortes avec les honneurs du service rendu à la patrie sur les champs de bataille. De fait, il y a à Halbe aux côtés  des soldats tombés aussi des personnes qui sont victimes du régime nationaliste-socialiste en tant que prisonniers contraints au travail forcé par exemple. Le cimetière accueille d'abord les soldats et civils volontaires tombés pendant la bataille d'Halbe, donc pratiquement sur place, même si la forte majorité d'entre eux furent d'abord enterrés dans la précipitation par les survivants du village que les soviétiques ont forcé à creuser des fosses communes ou à improviser des tombes à l'endroit où gisaient les nombreux cadavres qui commençaient à dégager une odeur pestilentielle. 
L'hétérogénéité des personnes inhumées à Halbe est de loin sa première caractéristique. La clôture croisée en bois qui entoure tout le cimetière militaire d'Halbe est sans nul doute très rare aussi. Cela peut poser un problème en soi quand on sait que les groupes de 3 croix en pierre (ou même 5 au cimetière de La Cambe en Normandie) disposés de manière aléatoire sur tout le terrain gazonné représentent dans l'esprit du paysagiste Tischler pour le compte du VDK depuis les années 1930 l'idée de communauté de lutte et de destin. C'est comme si trois personnes se donnaient la main. Le symbole de la croix souligne les origines chrétiennes de la plupart des soldats allemands et l'aspect massif de la croix en grès ou en granit renvoie clairement à la force et à la stabilité des combattants. Or, à Halbe, tout le monde n'est pas soldat. La symbolique de la fraternité indissoluble dans le combat contraste avec la perte de la dignité engendrée par le statut de  prisonniers faisant un travail forcé ou avec le reproche considéré comme infamant après 1945 d'avoir été un ex-membre actif d'organisations nazies qui doit purger sa peine dans un camp de prisonniers soviétique. 
C'est sans nul doute la force incontestable de ce cimetière militaire dont le caractère boisé dans son nom permet justement d'englober plus facilement les catégories les plus diverses de personnes décédées directement ou indirectement à cause de la barbarie du IIIe Reich et de la Seconde Guerre mondiale.
L’ancrage du cimetière d'Halbe dans sa région fut initialement symbolisé par l’utilisation du grès de Saxe pour signaliser les sépultures individuelles ou collectives. Les plaques en grès insérées dans la terre s’érodèrent très rapidement en raison de la nature même de la roche : elles peuvent se fendre sous l’effet du gel et du dégel, les lettres gravées en relief s’effacent et s’aplatissent avec le temps. Par ailleurs, le gazon sur les pourtours des plaques débordait facilement de sorte que l’entretien de ces plaques tombales en grès devint trop laborieux. Ceci étant, on en trouve encore dans les différents blocs du cimetière. Les plaques en granite rose-rouge remplacent ces anciennes plaques en grès car elles sont plus résistantes aux intempéries même si les responsables du cimetière regrettent que le matériau granit soit, dans l’inconscient collectif des Allemands d’après-guerre du moins, trop associé à l’architecture et à l’art nazis. Le choix porté sur le granite n’en demeure pas moins logique pour la pérennité du cimetière.

### Monument aux morts et croix de bois

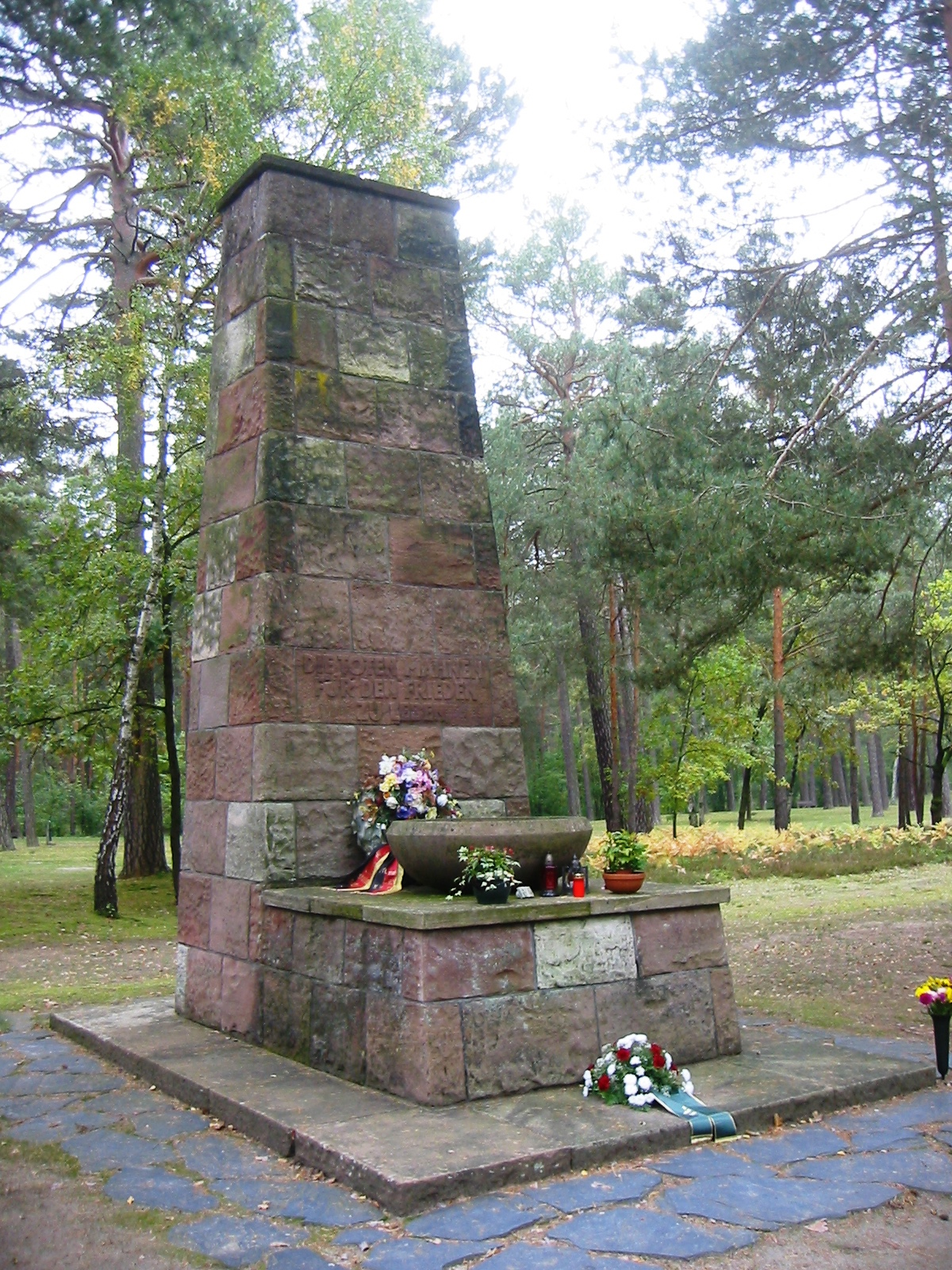
Monuments du souvenir du cimetière boisé d'Halbe

Le monument aux morts érigé en 1960 est banal, presque martial. Il est réalisé en grès de Saxe comme les premières dalles tombales qu'il a fallu remplacer avec le temps car les inscriptions devenaient illisibles. Avant de rappeler la présence des morts présents dans le cimetière, le monument reflète objectivement presque plus la mentalité et la conception punitive des choses qu’avait l’administration communale de l’époque pour tout ce qui concerne le souvenir de soldats et de prisonniers considérés comme fascistes d’un temps révolu que le régime de la RDA entendait enterrer à jamais pour construire une nouvelle Allemagne. Il a fallu de longs pourparlers entre l’administration locale et le pasteur Teichmann pour se mettre d’accord sur la devise gravée sur le monument : « Les morts nous exhortent à vivre pour la paix ». On devine que la devise devait être exempte de toute connotation religieuse et en même temps ne pas être trop laudative et affective. Le texte nous dit indirectement de manière froide et injonctive que les morts inhumés dans le cimetière n’ont pas forcément lutté pour la paix, mais que leur mort montre bien en revanche que seule une attitude de paix empêche ce qui s’est passé pendant le dernier conflit mondial. 
Composé d’un socle pourvu d’une coupe d’offrandes et d’une sorte de pilier à la base élargie, le monument est sciemment placé en dehors des allées au milieu des arbres de sorte qu’il est impossible d’y organiser des grandes cérémonies devant. Aller vers ce monument est donc un acte individuel voulu par opposition à ces monuments de grands cimetières militaires accessibles à tous par des allées centrales, mis en avant par des tertres ou des esplanades. A Halbe, le monument donne l’impression d’être caché dans l’ombre de la forêt. Les couronnes commémoratives et les couleurs de leurs fanions apportent un peu d’humanité à ce monument. Par ailleurs, aucune plaque ou aucun panneau n’indiquent la nature des personnes inhumées dans le cimetière. Dans ces conditions, c’est à se demander s’il fallait vraiment un monument aux morts. 
Dès les années 1950, le pasteur luthérien Teichmann souhaitait ériger une croix, mais les architectes-paysagistes de la RDA y étaient catégoriquement opposés, tout comme d’ailleurs à toute forme de symbolisme chrétien pour matérialiser la présence d’une tombe dans le cimetière. Convaincu qu’il parviendrait à convaincre un jour ou l’autre les autorités communistes locales, le pasteur avait fait faire réaliser une grande croix en bois de chêne et l’avait déposée en attendant dans le jardin du presbytère. Mais elle finit par y pourrir. Il fallut attendre la fin du régime de la RDA pour que la paroisse de Märkisch Buchholz  puisse parrainer et offrir une grande croix de bois plus visible et accessible que le monument aux morts, mais toujours sans aucune explication, aucune plaque commémorative.  

## Tombes particulières

### Prisonniers du camp spécial 5 dans le bloc 9

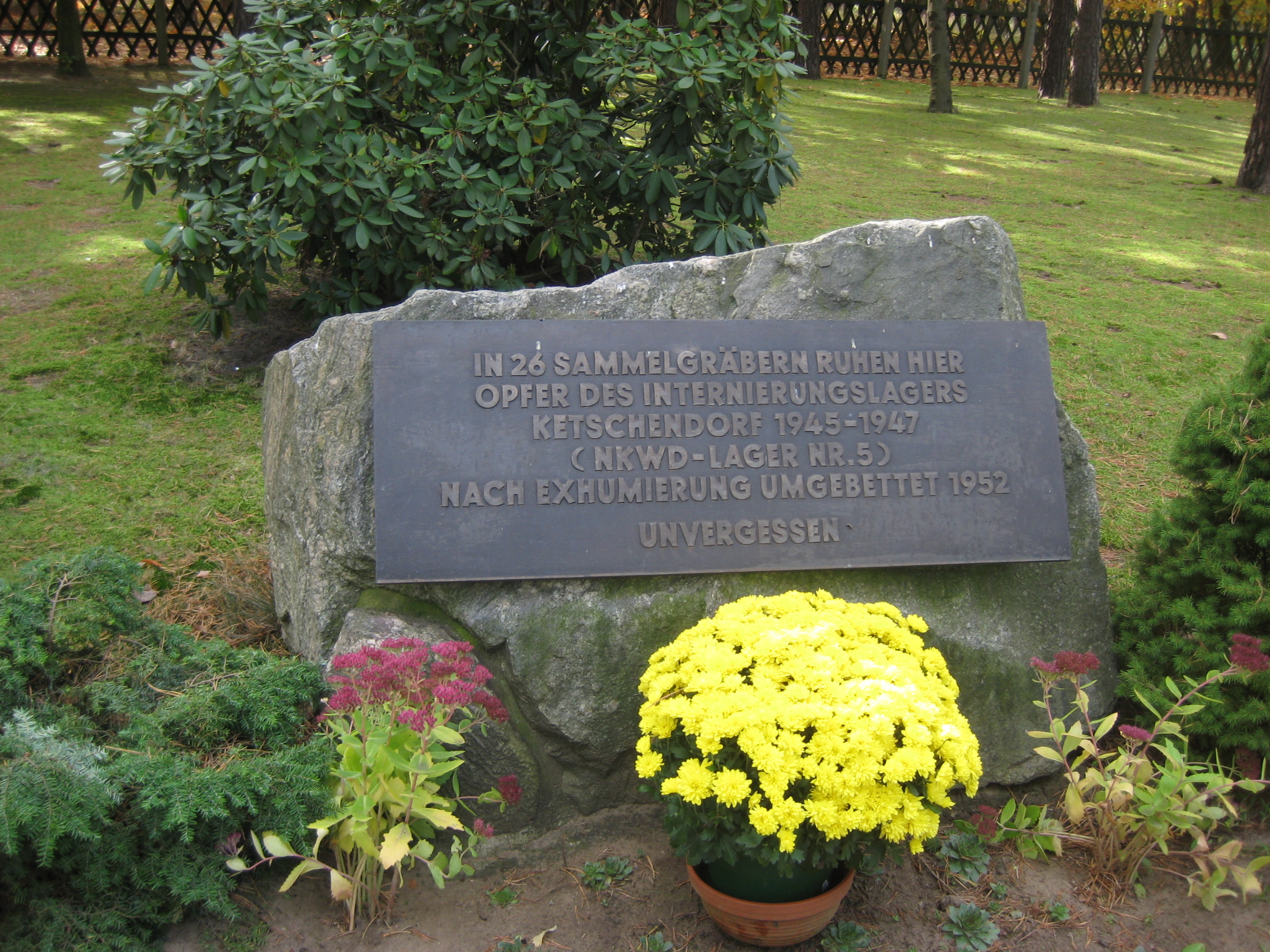
Cimetière d'Halbe, monument dédié aux victimes du NKVD.

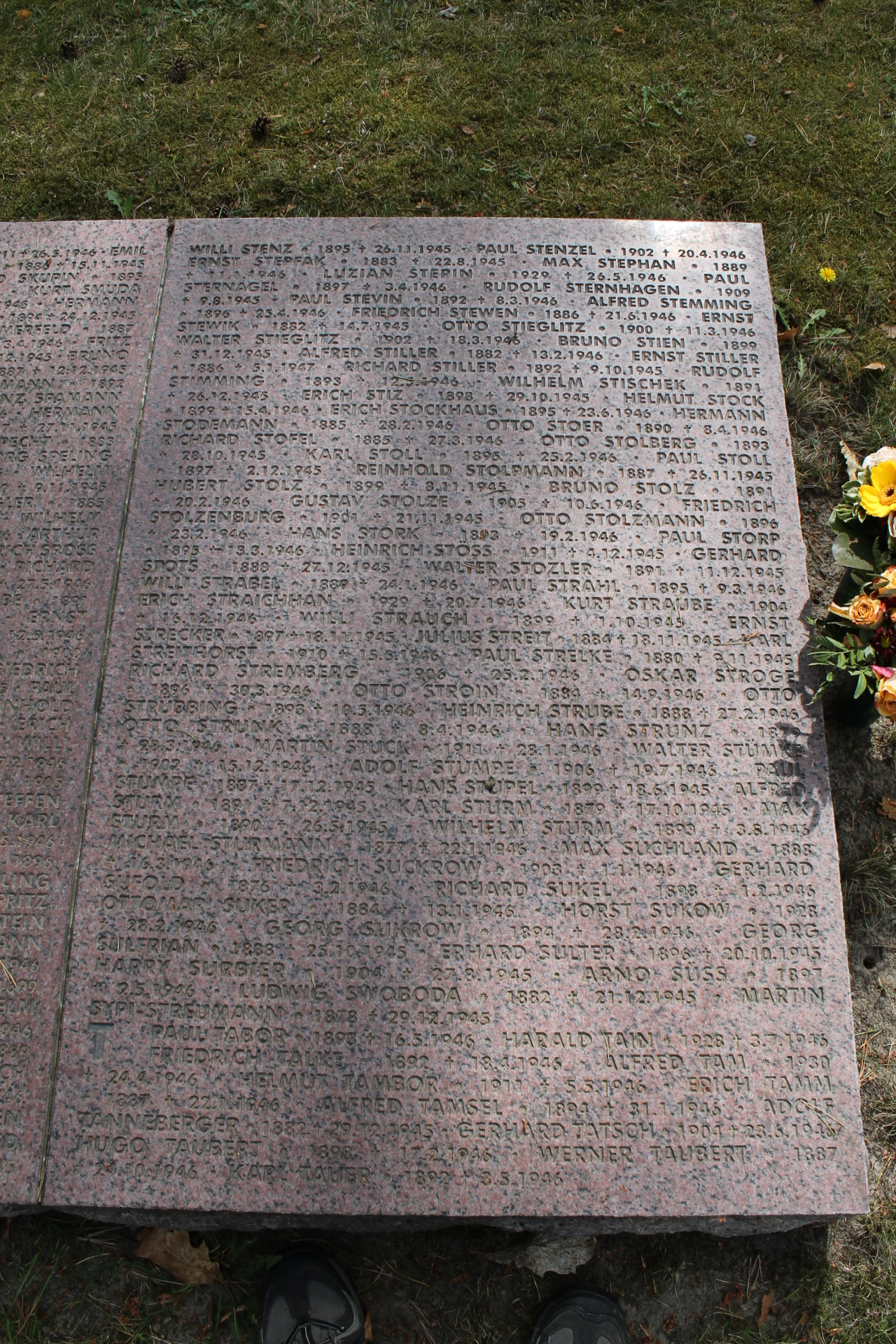
Dalle tombale pour les prisonniers morts pendant leur détention au camp spécial no 5 du NKVD.

En 1952, des milliers de cadavres furent découverts à proximité de  l’autoroute A 12 pendant des travaux de construction d’habitations. Il en a été conclu et annoncé officiellement qu’il s’agissait de victimes des conflits sanglants d’avril 1945. La zone fut bouclée et les cadavres des fosses communes furent évacués en toute discrétion. Les autorités communistes de l’époque ne voyaient pas l’intérêt de compter et d’identifier ces dépouilles, victimes parmi des millions d’autres de la dernière guerre mondiale avec son lot d’horreurs. Averti par un confrère, le pasteur Teichmann proposa le transfert des corps dans le cimetière d'Halbe.  C’est pourquoi les autorités de la RDA demandèrent à une entreprise de lutte antiparasitaire d’évacuer les cadavres en putréfaction et de les transporter au cimetière d'Halbe par camion dans des caisses en bois sous la surveillance de  la Stasi car l’opération était classé top secret. Personne ne devait savoir qu’il s’agissait en fait de prisonniers d’un camp d’internement soviétique, le camp spécial no 5 de Fürstenwalde-Ketschendorf. En 1952, environ 3000 corps furent exhumés des charniers et réinhumés de manière anonyme à Halbe. 
Jusqu’en 1989, l’inscription sur les plaques tombales collectives indiquait que les défunts étaient tombés au combat en avril 1945. En 1990, des anciens détenus ayant survécu fondèrent une association pour mieux organiser les activités de recherches et de mémoire. Grâce au service de recherche des victimes de la Croix-Rouge allemande et le service équivalent en Russie, les bénévoles de l’association ont pu recouper les listes des prisonniers et le registre des décès du camp pour faire ressortir les noms des prisonniers  morts pendant leur détention dans le camp spécial no 5. Le 8 mai 2004, il fut enfin possible de redonner une identité à ces prisonniers morts et enterrés dans l’anonymat. A l’époque, il y avait 4620 personnes. Comme le travail d’identification se poursuit, on est arrivé entre-temps à 4 722 noms. 
Le cimetière militaire boisé d'Halbe prend une nouvelle dimension en accueillant ceux que l'on ne veut pas : des prisonniers politiques, des personnes au passé fasciste, mais aussi des adolescents considérés comme subversifs et dangereux pour le nouvel occupant soviétique, des femmes et des adolescentes également présentées comme rebelles à la force d'occupation soviétique. Car la RDA n'a été créée qu'en 1949, deux ans après la fermeture du camp spécial no 5. En revanche, ce sont les autorités de la RDA, déclarée « pays-frère de l'URSS »,  qui ont découvert les fosses communes en 1952.

### Tombes des prisonniers de guerre et travailleurs forcés
Dans le bloc 11, rangée 1, une plaque explique que 37  prisonniers de guerre soviétiques et des travailleurs forcés des pays de l’Est ont été réinhumés dans le cimetière d'Halbe 10 ans après leur inhumation dans le cimetière communale de Teupitz . Ils ont probablement été victimes d’une épidémie car ils sont tous décédés en l’espace de quelques semaines dans le camp de prisonniers à Teupitz.  En 1944, des millions de civils étrangers se trouvaient sur le sol allemand dont 1.9 million de prisonniers de guerre. Ils étaient pour la plupart  des « Zwangsarbeiter » (travailleurs forcés comme le STO en France) et l’écrasante majorité provenaient de Pologne et l’Union soviétique. Ces travailleurs ont servi de mains d’œuvre corvéable dans l’industrie de l’armement, pour les chemins de fer, dans l’agriculture ou le service des eaux et forêts. Tous les âges sont représentés, masculin et féminin. 
Pour leur malheur, le régime communiste stalinien a instillé dans l’esprit de la population que les travailleurs forcés et les prisonniers de guerre soviétiques devaient être considérés comme des traitres à la patrie. Staline préférait qu’ils se donnent la mort par les armes que de se livrer ou de se soumettre de manière servile à l’ennemi allemand. Il n’était pas rare d’entendre à l’époque que les prisonniers soviétiques étaient en réalité passés volontairement dans le camp allemand. C’est pourquoi ces ex-prisonniers des Allemands redevenaient prisonniers de leur propre pays et étaient condamnés au travail forcé dans un goulag en URSS. 
Le pasteur Teichmann réagit au moment où il se rend compte que les tombes se dégradent et ne sont plus entretenues. Il fait le nécessaire pour transférer leurs tombes à Halbe, le village voisin. Le fait d’enterrer des citoyens soviétiques, même prisonniers de guerre, contribue à donner plus de valeur à ce cimetière aux yeux des autorités communistes mais aussi ceux de  la population locale méfiante qui regardait avec  distance ce cimetière de l’infamie où était enterrés d’une part des combattants fanatiques et jusqu’au-boutistes de la 9e armée au lieu de rendre au libérateur soviétique (elle était composée entre autres de troupes de la SS, mais aussi de Russes volontaires au service du Reich), d’autre part des prisonniers opposants au régime, tout aussi fascistes et subversifs que les soldats de la poche d'Halbe.

### Tombes de déserteurs  allemands
Dans le bloc 10 (rangées 17-18), 56 pierres tombales indiquent les noms de soldats allemands ayant déserté ou cessé de combattre en tant qu’objecteurs de conscience ou bien encore parce qu’ils avaient prononcé publiquement des paroles défaitistes sur les chances de victoire de l’armée allemande. Les tombes des soldats condamnés et fusillés à Berlin-Tegel furent seulement transférées en 1956 dans le cimetière d'Halbe sans que la parenté n’ait été informée de ce transfert dans un cimetière plus digne et plus entretenu. Ce ne n’est que dans les années 1970 que le pasteur Teichmann se rend compte du silence coupable qui continue de peser sur ces personnes. Une fois encore, le cimetière boisé d'Halbe accueille ici des personnes qui, de leur vivant, se sont couverts d’infamie et ont jeté malgré eux l’opprobre générale sur toute leur parenté. Car l’appareil judiciaire nazi savait broyer les personnes qui se rendaient coupables de pessimisme, de déclarations mensongères et de manque de sens patriotique envers le Reich.  Espionnés par la Gestapo, dénoncés par des voisins ou même des compagnons de lutte plus carriéristes qu’eux, ces soldats que Teichmann considèrent courageux d’avoir compris la stupidité de continuer à se battre pour un régime en sursis, sont pourtant jugés devant une cour martiale ; ils furent le plus souvent jugés coupables d’acte de haute trahison et de désertion puis fusillés. L’exécution n’efface pas la faute du soldat puisque les déserteurs reconnus coupables qui étaient mariés et pères de familles faisaient perdre à leur épouse le droit à une pension de veuvage et à leurs enfants les avantages des orphelins de guerre. 
En 1991, le tribunal fédéral pour les affaires sociales se prononce en faveur d’un dédommagement pour tous les parents proches d’anciens soldats jugés et condamnés à mort par une cour martiale nationale-socialiste. En 1998 puis 2002, le Bundestag annule les jugements prononcés par la justice militaire nazie pour désertion, objection de conscience ou démoralisation des troupes, ce qui revient à une réhabilitation officielle. 
Par effet rétroactif, il est donc appréciable que ces personnes, dont le jugement a été cassé,  aient obtenu une sépulture dans un cadre boisé plus solennel. Cela fait écho à la conception du pasteur Teichmann : déserteur ou pas, coupables ou présumés innocents, la peine, ici capitale et donc irrémédiable, ne peut éthiquement être prolongée après la mort par un châtiment supplémentaire soit à travers la sépulture, soit à travers les conséquences des actes du condamné sur ses descendants. 

### Transfert des dépouilles retrouvées aujourd’hui

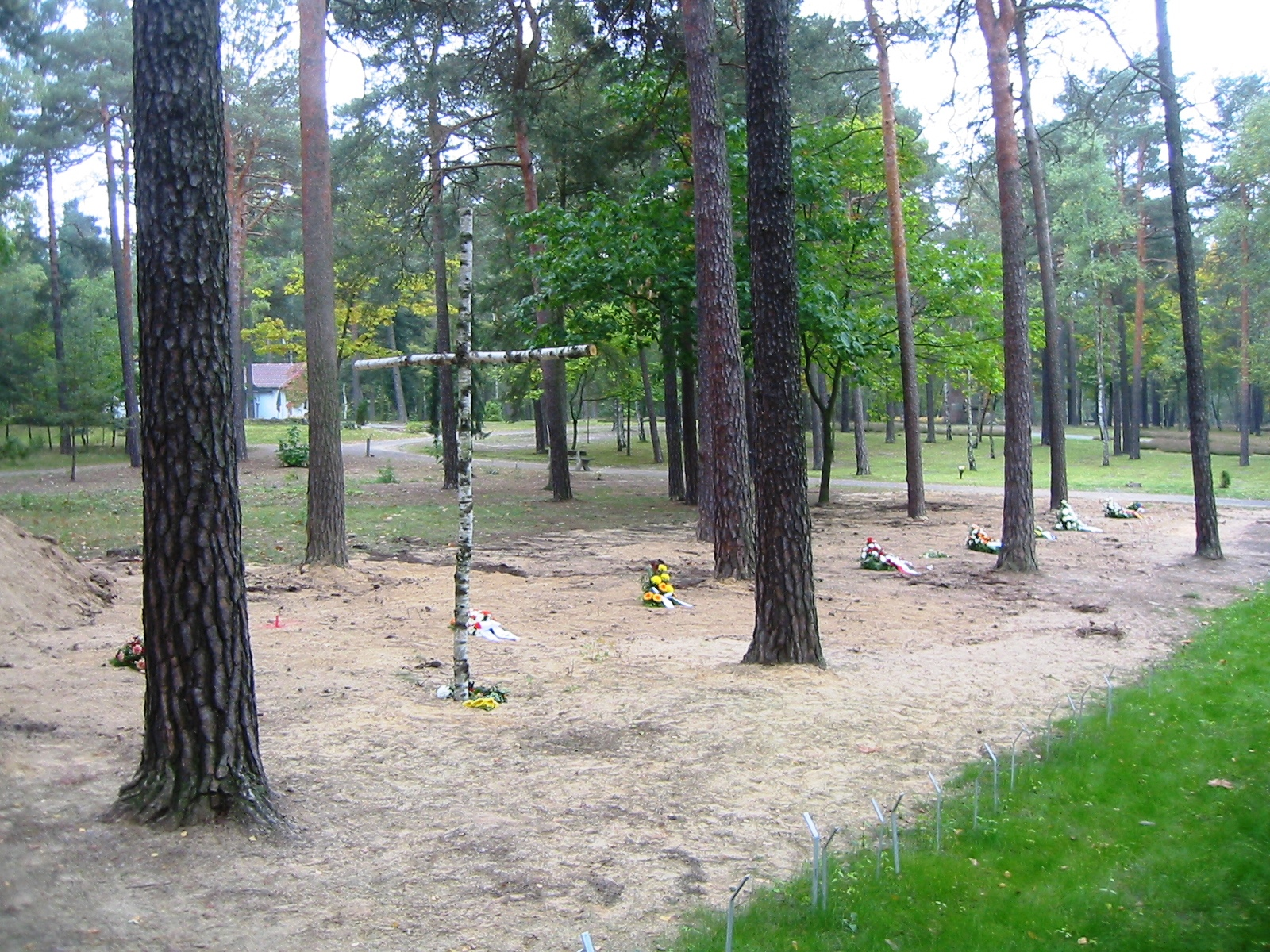
Emplacement au cimetière d'Halbe pour les corps retrouvés ultérieurement dans les environs.

Bien qu’à l’origine, le 1er  les autorités locales aient cru pouvoir exhumer et transférer en 3 mois toutes les dépouilles mortelles des soldats et civils tombés pendant la bataille d'Halbe, un emplacement est prévu dans le cimetière actuel pour tous les restes de corps retrouvés dans les forêts et campagnes immédiates d'Halbe. Dû à l’intensité des combats dans la poche d'Halbe, la recherche et la découverte de victimes directes ou collatérales de la Seconde Guerre mondiale se poursuivent sans relâche.  Un demi-siècle plus tard, la recherche de corps continue et une centaine de sépultures sont créées chaque année dans ce carré du cimetière boisé d'Halbe. Il est probable que des milliers de cadavres se trouvent encore dans les forêts de Märkisch. 
Certains  collaborateurs du Volksbund Deutsche Volksgräber sont chargés du transfert et du difficile travail d’identification des corps. Si la plaque d'identité militaire se trouve encore sur le corps, la tâche est plus aisée et les démarches sont lancées. Dans le cas contraire, toute une procédure d’investigation est enclenchée pour déduire l’âge, la taille, le sexe et les particularités physiques du défunt. Néanmoins, il peut arriver que l’analyse des ossements révèle que la plaque d’identité retrouvée et le corps ne correspondent pas toujours. De même, certains portaient une alliance alors que leur plaque indiquait qu’ils n’étaient pas mariés ou bien que l’alliance n’est pas celle offerte par l’épouse. La procédure d’identification est un travail de Sisyphe car on ne sait pas exactement tout ce qui s’est passé dans le chaos et l’enfer des combats. 
A cela s’ajoute le problème pas si rare que des pilleurs de tombes rôdent dans les forêts ou aux emplacements qu’on leur a indiqués comme susceptibles de contenir des sépultures recherchent des plaques d’identité, du matériel militaire et tout équipement d’époque qui pourrait avoir une quelconque valeur mercantile ou affective. Le pillage de sépultures, même hors d’un cimetière, est formellement interdit par la loi. Quoiqu’en forte diminution ces dernières années, les pillages de tombes se poursuivent encore : les alliés et les informateurs des responsables gérant les cimetières militaires sont tous ceux qui déambulent dans les forêts pour des raisons professionnelles ou pour le plaisir de la cueillette. 

### Perte d’identité des enfants errants et perdus

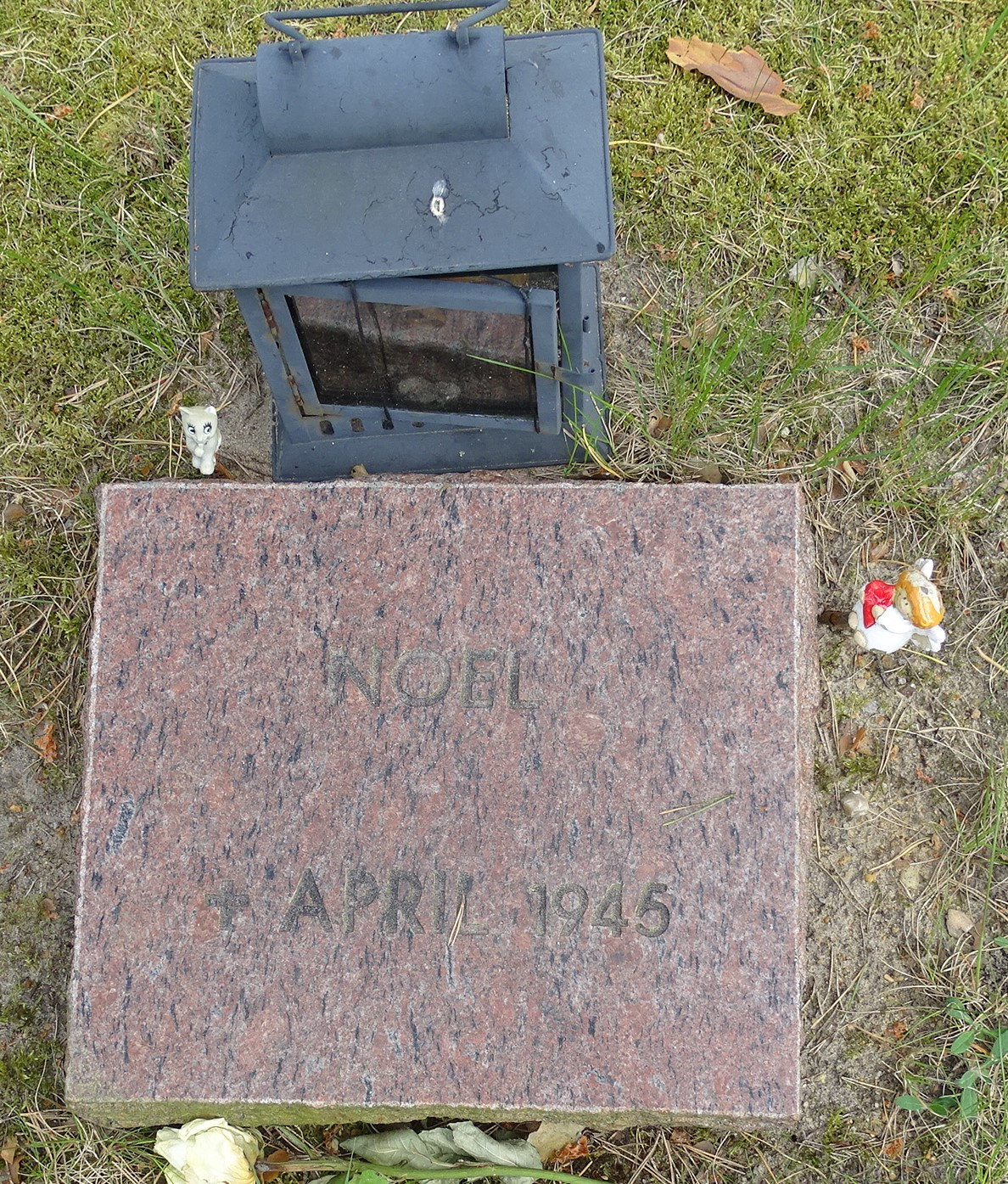
Plaque tombale de NOEL, fille inconnue inhumée au cimetière boisé d'Halbe.

Dans le block 6, rangée 7, une plaque tombale n’indique que NOEL décédée en avril 1945. Les explications de la visite guidée du cimetière à la station 11 prennent l’exemple d’une fille de 10 ans qui est arrivée en 1945 à Halbe avec sa famille dans un convoi de réfugiés en provenance de Cottbus qui s’était joint à une colonne de militaires opérant une retraite pour illustrer le sort très particulier des enfants victimes collatérales des guerres et des batailles sanglantes. Elle serait décédée en avril 1945 à Baruth, mais personne ne l’a réclamée ni n’a fait des recherches pour la retrouver. Tous les cas de figure sont envisageables, mais il n’est pas non plus saugrenu de penser que ses propres parents soient également enterrés sous X dans le cimetière tant le nombre de plaques tombales avec l’adjectif inconnu surprend par son ampleur. Chacun sait dorénavant que le cimetière boisé d'Halbe héberge aussi des sépultures de victimes civiles de la guerre. 
En revanche, il reste plus de questions que de réponses concernant cette jeune fille car il n’est pas sûr que ce soit son vrai prénom ou son vrai patronyme. Autant Noël peut effectivement être un nom de famille en France, autant il ne peut pas correspondre à un prénom de fille. Certes, il est encore possible d’imaginer que les Allemands qui ont recueilli cette fille ne connaissent pas la graphie Noëlle pour une personne de sexe féminin. Mais il demeure la question de savoir pourquoi cette famille porterait un nom français qui d’ailleurs n’est pas si facile à prononcer pour un germanophone de manière spontanée. Si un Allemand devait donner un nom français à un enfant perdu, ce n’est objectivement pas le premier qui lui viendrait à l’esprit pour des raisons phonétiques. De même, la métaphore de Noël comme espoir en l’avenir ou comme nouveau départ correspond peu à la situation de cette jeune fille. La confusion qui règne autour de ce nom s’explique également par le fait que Noël n’est pas la seule dans ce cas. Sous le choc, esseulés et perdus, les enfants en train d’errer sans leurs parents ou un proche quelconque dans le secteur élargi de la bataille d'Halbe ne savaient pas toujours dire comment ils s’appelaient par leur nom de famille.  Il fallut leur attribuer un nouveau nom patronymique et on leur donna parfois le nom du lieu où on les a trouvés : cela pouvait être le nom d’une agglomération ou d’un bâtiment par exemple. Ce dernier point n’explique donc pas la connotation française du nom qui restera associé à cette fille pour l’éternité. Vu le secteur géographique du cimetière, il resterait peut-être encore l’explication hasardeuse mais pas impossible d’un ancien nom huguenot comme il en existe beaucoup plus dans le Brandebourg que dans d’autres régions d’Allemagne, parfois sans grande mutation phonétique ou graphique du nom originel.

## La Mère pleurant
L'inauguration du 50e anniversaire de la création du cimetière boisé le 22 juin 2001 coïncida avec  le passage sous la tutelle du Volksbund Deutsche Kriegsgräberfürsorge et avec les commémorations internationales rappelant le  60e anniversaire du début de la guerre contre l'URSS. A cette occasion, une œuvre du sculpteur russe Sergeï Alexandrovitch Chtcherbakov intitulée « Die Trauernde » (« La Mère pleurant » ou « L'endeuillée ») a été inaugurée dans le cimetière à proximité du monument et de la maison d'information et de recueillement au-dessus du bloc 10. 
Il s'agit d'une reproduction en taille réduite de l'original qui est placé sur une grande esplanade au cimetière militaire allemand et russe de Rossoschka créé en 1992 près de Volgograd. Y sont inhumés des centaines de milliers de soldats connus et inconnus tombés pendant la bataille de la poche de Stalingrad. A l'heure de la réconciliation, le rapprochement symbolique entre les massacres survenus pendant les combats dans la poche de Stalingrad en 1942 et d'Halbe en 1945 s'exprime à travers la figure d’une femme endeuillée qui  pleure avec tous ceux qui ont perdu leurs proches pendant la guerre quel que soit leur camp. Elle tient dans ses mains une cloche sans grelot qui symbolise le silence et le recueillement renforcé par le caractère boisé du cimetière forcément plus ombragé qu'un cimetière ouvert.  
A Rossochka comme à Halbe, le nombre des soldats inconnus est très important. L'anonymat renforce la tristesse de la mère qui exprime un chagrin au-delà des identités et des nationalités. Chemin faisant, l'idée initiale de ne pas faire de bruit et de symboliser ainsi  le silence qui a été imposé par le destin à ces soldats morts dans l'anonymat et l'abandon en plein nature fut progressivement abandonné au cimetière d'Halbe au profit d'une autre symbolique. L'audioguide mis à disposition sur internet explique à cette station qu'un grelot a été finalement ajouté à la cloche. Le visiteur est invité à faire sonner la cloche pour donner de la voix aux personnes inhumées dans le cimetière, idée que d'autres artistes ont tenté de concrétiser comme le Schalechet (Feuillage tombé) de  Menashe Kadishman avec ces 10 000 visages en métal jonchant le sol d’un vide du Musée juif de Berlin et sur lesquels le visiteur doit marcher pour faire hurler les victimes du nazisme et partager avec elles toutes leurs souffrances qui résonnent de leur bouche  métallique. Dans cette statue-cloche d'Halbe, la métaphore du silence respectueux au service du recueillement se transforme en geste actif pour lutter contre l'oubli, l'errance et finalement le silence qui font que les gens morts pendant ce conflit perdent leur identité. Les deux symboliques se complètent en fonction du ressenti de chacun. 

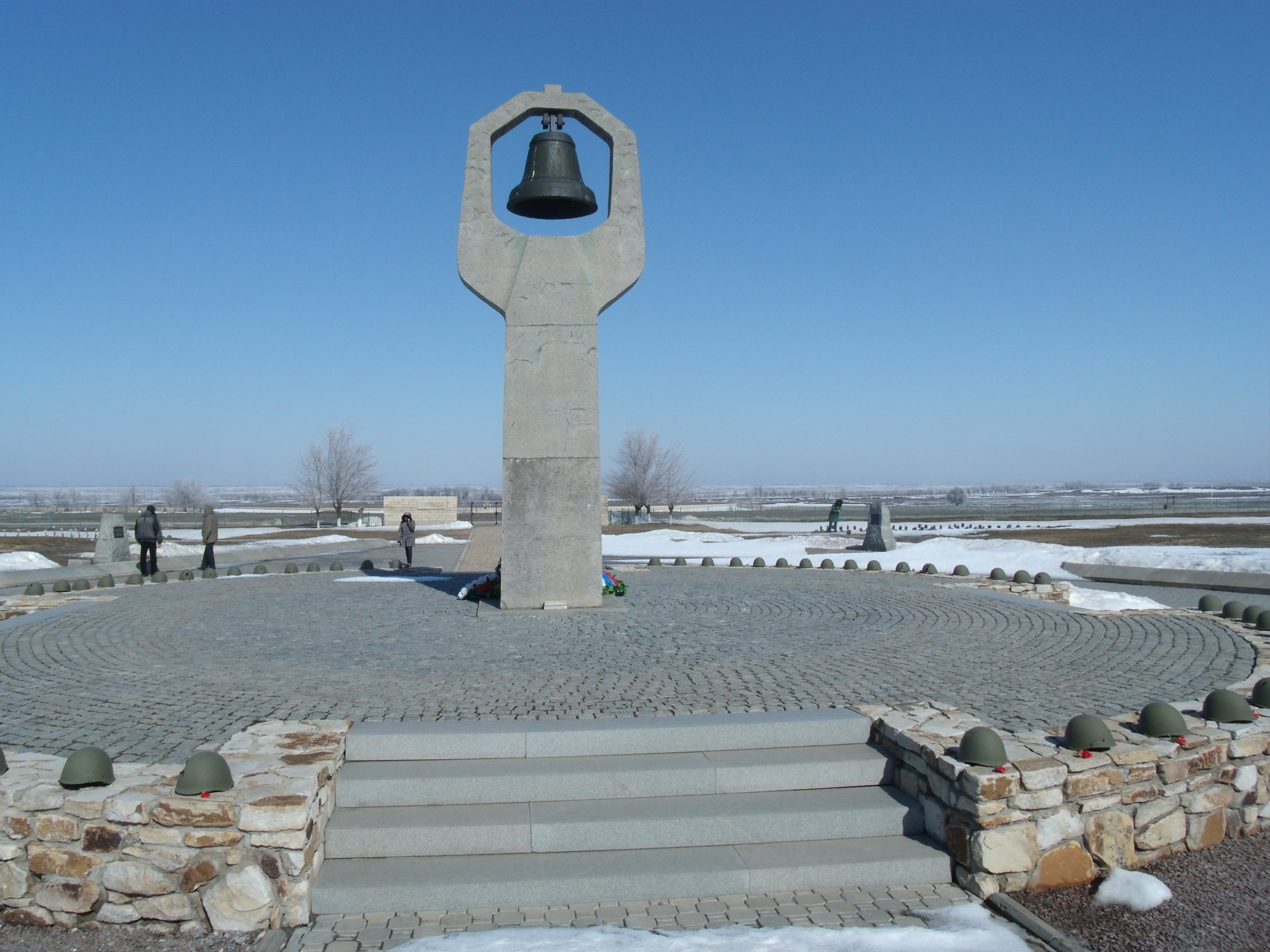
La Mère pleurant au cimetière militaire de Rossoschka, en Russie
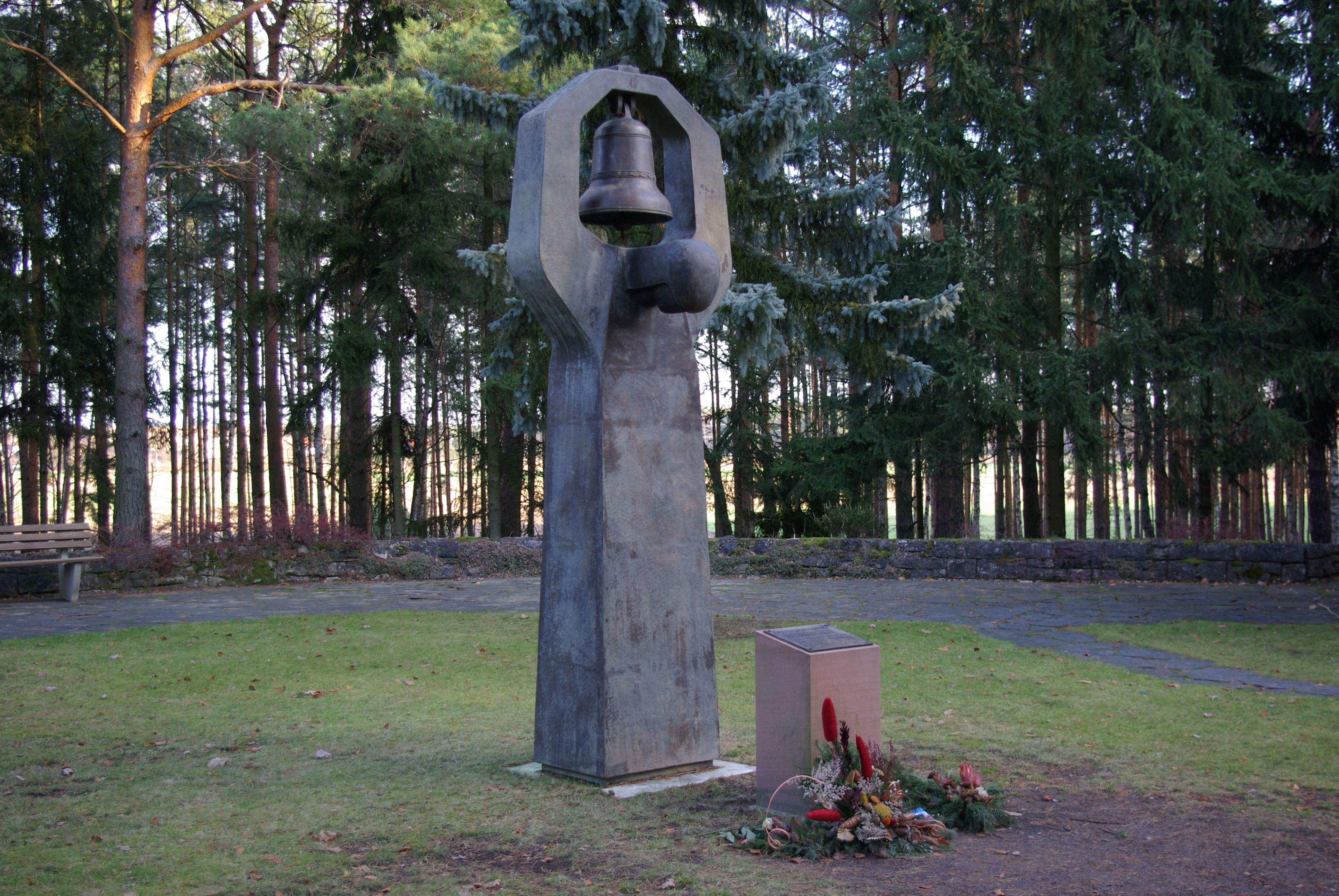
Reproduction de la Mère pleurant au cimetière d'Halbe, par S.A. Chtcherbakov
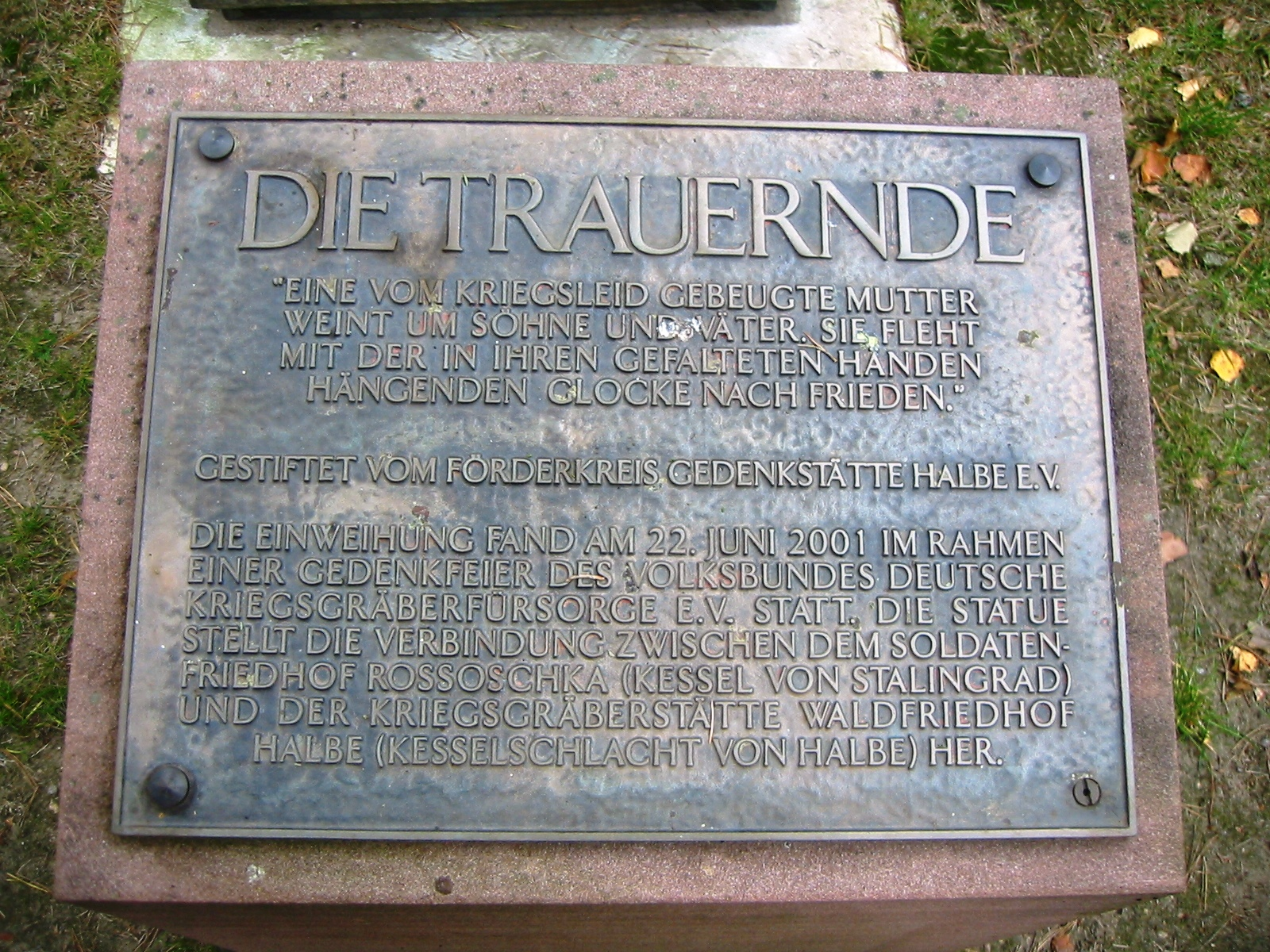
Plaque informative en allemand sur la sculpture Die Trauernde de S.A. Chtcherbakov.

## Sculpture Friedensmahnung
Dans la maison d’information et de recueillement du cimetière militaire d'Halbe, l’incitation à la réflexion et au travail de mémoire se poursuit par l’œuvre d’Yrsa von Leistner intitulée « Friedensmahnung » avec l’objectif affiché d’exhorter tous les visiteurs à favoriser la paix à la guerre meurtrière. La sculpture y fut installée en 1995. 
Pour resituer l’œuvre dans la démarche globale de l’artiste, la thématique et le lieu ne surprennent pas ceux qui connaissent la sculptrice germano-danoise qui a beaucoup voyagé dans le monde depuis sa jeunesse. Elle fut marquée par les atrocités de la guerre et consacra de nombreuses œuvres aux religions du monde et au thème du souvenir en général à côté de thèmes sous-jacents permanents comme la souffrance, l’amour ou encore le don du pardon. La maternité y trouve une place également récurrente. Elle est connue pour avoir réalisé le premier buste de l’ancien chancelier ouest-allemand Konrad Adenauer et ses œuvres majeures des années 1970 et 1980 sont des bronzes exposés dans les parcs, les musées ou les lieux publics comme à Salzbourg, à Rome, au Vatican, à Nagazaki, à Berlin et bien sûr à son dernier domicile favori Sankt Augustin dans la maison mère de la Société du Verbe Divin où elle avait installé son atelier à partir de 1979. L’œcuménisme, la rencontre avec les autres religions et la foi en l’homme meilleur au-delà des identités culturelles servent manifestement de fil conducteur, de déclencheur à de nombreuses œuvres. Elle rencontrera le Dalaï-Lama et Mère Térésa en Inde, le pape Paul VI en audience privée au Vatican. 
A côté de sculptures  dédiées aux soldats revenant de captivité dans les camps de prisonniers, aux soldats revenus aveugles, aux mères pleurant leur père, mari et fils, à la Vierge, à saint Augustin d'Hippone, l’œuvre « Friedensmahnung » du cimetière boisé d'Halbe n’est objectivement pas connue du grand public. 
Comme les autres outils de mémoire ou de recueillement dans ce cimetière, l’art et la symbolique des monuments n’autorisent d’ailleurs pas beaucoup une interprétation univoque dès le premier coup d’œil. La rudesse de la simplicité du monument aux morts et de la grande croix en bois à l’extérieur fait néanmoins la jonction avec l’aspect globalement froid du matériau de l’œuvre qui laisse une première impression de mal-être, de souffrance intérieure. Les supports pour le travail de mémoire dans ce cimetière militaire font l’effet d’un ensemble disparate qui laisse le champ libre à de nombreuses interprétations possibles, un peu à l’image de la construction progressive du cimetière militaire d'Halbe qui n’a pas connu un parcours linéaire simple. Chaque support délivre un message à sa manière, c’est le visiteur qui le lui donne en quelque sorte en fonction de sa perception. Il y a peu d’explications sur place sous forme de cartel ou étiquette et, par conséquent, l’audioguide téléchargeable devient indispensable pour un visiteur non averti.  
La sculpture de von Leistner n’a pas de titre reconnaissable comme si la non-identification immédiate du thème ou du motif représenté était intentionnelle.  La petite plaque en bronze en bas à droite de l’œuvre comporte en effet uniquement la signature manuscrite et dactylographiée de l’artiste. Certains y voient une partie de l’œuvre qui représenterait finalement une auto-représentation de la sculptrice, d’autres ne s’intéressent pas spontanément à cette plaque nominative comme partie prenante de l’œuvre car ils interprètent cette plaque comme une simple identification de l’auteur dont la signature manuscrite est difficile à lire. Il n’en demeure pas moins que la liberté d’interprétation reste entière même si le visiteur n’aime pas forcément quitter les lieux avec plus d’interrogations que d’ébauches de réponses. 
La sensibilité et l’expérience muséale de chacun influent automatiquement sur la réception de l’œuvre. Par habitude, on peut avoir le premier réflexe d’y voir un crucifix moderne qui diverge des croix classiques comme le « Mahnmal des Friedens 8.5.1945-8.5.1985 » du père Laurentius dans le cimetière militaire communal de Hürtgenwald-Vossenack associée aux durs combats de la Bataille de la forêt de Hürtgen ;  l’artiste franciscain a donné ses traits à Jean le Baptiste devant un Jésus qui se décroche lui-même de la croix et tend la main vers le groupe présent à la résurrection directement sur la croix. Le texte de la plaque incite le visiteur à se souvenir des morts car ils nous appellent à agir en faveur de la paix. Les paroles de la plaque et l’œuvre de Vossenack se complètent pour guider le visiteur. Au cimetière d'Halbe, il doit faire le chemin seul : où est la dimension de la paix quand on regarde la sculpture sans indication préalable ? En comparant les impressions des uns et des autres, une infime minorité y voit une femme, tout au plus un être androgyne à cause des traits du visage et du manque de poitrine féminine clairement identifiable. La nature androgyne coïncide bien avec le sentiment qu’ont peut-être les visiteurs qui y voient d’abord un ange. Comme les symboles des cimetières militaires comportent souvent une connotation religieuse, il est difficile, même dans celui d'Halbe qui a connu une période marquée par l’athéisme engagé de l’idéologie marxiste-léniniste contre laquelle le pasteur Teichmann a dû résister à maintes reprises, de faire ici abstraction des interprétations à caractère religieux : il est plausible que les uns y reconnaissent le Ressuscité, le vainqueur de la mort, mais aussi, et surtout parce que Yrsa von Leistner usa fréquemment du thème de la maternité aimante et souffrante, une Mater dolorosa et pourquoi pas  une pietà où la mère ne tiendrait pas le corps sans vie de son fils mais le protégerait en survolant la dépouille pour l’envelopper de son voile, ce qui expliquerait les bras écartés qu’on a immédiatement tendance à percevoir comme les  bras en croix du crucifix. Pour d’autres, le motif de l’envol imprègne manifestement l’œuvre avant de procéder à une interprétation plus poussée. Ce personnage semble planer comme l’indiquent les ondulations du voile ou de la tunique qui démarre à la taille, d’ailleurs davantage masculine que féminine,  et recouvre toutes les membres inférieurs. On croit reconnaître les extrémités de la poutre horizontale de la croix. Le message d’espoir délivré ici serait donc l’envol vers d’autres horizons, vers un monde nouveau où règne la paix éternelle,  ou pour les croyants, vers le paradis.